# Kitale

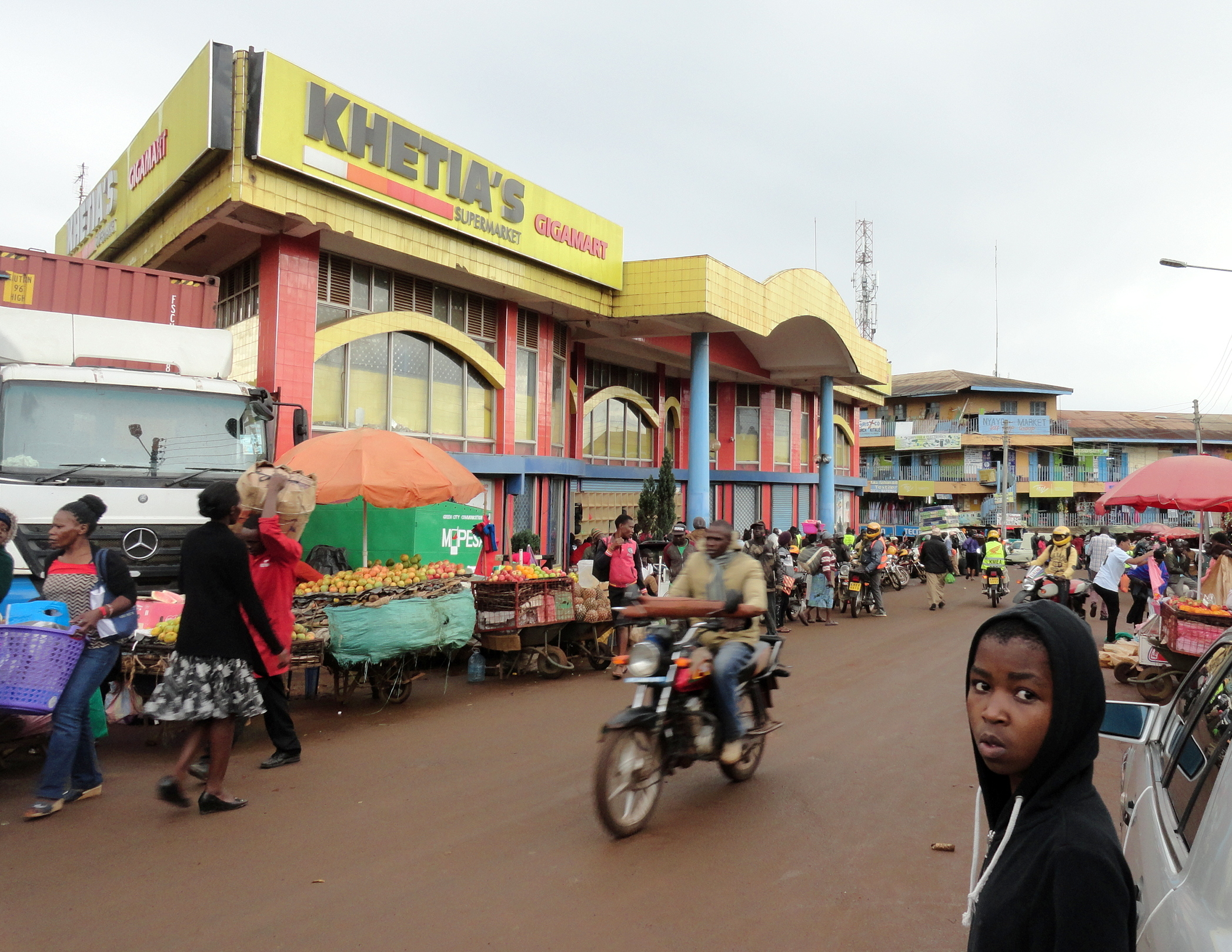
Fotografia de Kitale l'any 2019.

Kitale és una ciutat de la província de Rift Valley de Kenya. Està situada entre el Mont Elgon i la serralada de Cherengani. La ciutat té una població de 63.254 (1999).
Les collites principals són gira-sol, te, cafè, faves i blat. A Kitale hi ha un mercat per als agricultors.